# Alluaudomyia thurmanorum
Alluaudomyia thurmanorum är en tvåvingeart som beskrevs av Wirth och Mercedes Delfinado 1964. Alluaudomyia thurmanorum ingår i släktet Alluaudomyia och familjen svidknott. Inga underarter finns listade i Catalogue of Life.